# Bljušt
Bljušt (obični bljušt, kuka lat Dioscorea communis; sin. Tamus communis) samonikla biljka iz porodice dioscoreaceae (bljuštovki) čiji su izdanci jestivi, a plodovi vrlo otrovni. Nazivaju je crna kuka, bljušt, bljušć, bruškandul, kukača ili kukovina. 
Vrsta je nekada uključivana u samostalan rod Tamus.

## Rasprostranjenost
Kuka je biljka koja je rasprostranjena diljem Europe, na Krimu, Kavkazu u Maloj Aziji i drugdje. Raste u gustim šikarama ili listopadnim šumama na rastresitom, hranjivom tlu bogatom ilovačom.

## Opis
Kuka je biljka povijuša i penjačica čiji izdanci dosežu 2 do 4 m visine. Vrhovi izdanaka su svinuti a izdanci su lisnati. Lišće je srcoliko, korijen gomoljast i 20 do 30 cm dugačak. Plod dozrijeva tijekom ljetnih mjeseci, crven je, bobičast i vrlo otrovan. U sebi sadrži 3-5 sjemenki, a 4 do 6 bobica čine grozd.

## Uporaba
Izdanci kuka se beru tijekom proljeća. Za jelo se pripremaju vrhovi i sočni dijelovi stabljike, a odbacuju se oni dijelovi koji ne pucaju kad se presaviju. Mogu se spremati na više načina a jedan od najuobičajenijih je skuhati ih i pripremiti na salatu s tvrdo kuhanim jajima. Mogu se jesti i sirove ili kao omlet.
Jestivi izdanci kuke imaju blagi diuretički učinak, plodovi su otrovni. Korijen kuke se upotrebljava pri liječenju reumatskih bolesti, ali pri uporabi treba biti vrlo oprezan jer može "spaliti" kožu.

## Sastav
Na 100 grama sviježi izdanci sadrže oko 85,2 gr vode,oko 5,20 gr ugljikohidrata,oko 4,35 grama vlakana te oko 3,13 gr bjelančevina i 0,49 gr masti.Sadrže i oko 371 mg kalija i oko 18,5 mg natrija, oko 47 mg kalcija i 22,4 mg magnezija kao i 0,65 mg željeza.Od mikroelemenata sadrže oko 130 mkg bakra,oko 165 mkg mangana te oko 745 mkg cinka.Sadrže i oko 0,44 mg beta karotena te oko 65,4 mg vitamina C.

## Sinonimi
- Dioscorea canariensis Webb & Berthel.
- Smilax rubra Willd.
- Tamus baccifera St.-Lag.
- Tamus canariensis Willd. ex Kunth
- Tamus cirrhosa Hausskn. ex Bornm.
- Tamus communis L.
- Tamus communis subsp. cretica (L.) Nyman
- Tamus communis var. cretica (L.) Boiss.
- Tamus communis f. subtriloba (Guss.) O.Bolòs & Vigo
- Tamus communis var. subtriloba Guss.
- Tamus communis var. triloba Simonk.
- Tamus cordifolia Stokes
- Tamus cretica L.
- Tamus edulis Lowe
- Tamus norsa Lowe
- Tamus parviflora Kunth
- Tamus racemosa Gouan

## Galerija
- Voće i sjemenke.
- Plod kuke
- Kuke na salatu s jajima

## Vanjske poveznice

### Sestrinski projekti
|  | Zajednički poslužitelj ima stranicu o temi Kuka    |
|  | Zajednički poslužitelj ima još gradiva o temi Kuka |
|  | Wikivrste imaju podatke o taksonu Kuka             |

### Mrežna sjedišta
- Hardomilje - Počinje sezona kuka  Arhivirana inačica izvorne stranice od 8. lipnja 2008. (Wayback Machine)
- Župa Vid - Kuke i šparoge
- Imoart - Kuka, bljušt, crne kuke[neaktivna poveznica]
- Šparoge i kuke dar proljeća
- Kuke i šparoge iz dubrovačke kuhinje  Arhivirana inačica izvorne stranice od 5. lipnja 2010. (Wayback Machine)
- Berba šparoga bez sankcija, za kuke dozvola Šumarije